# Our Lady of the Angels School
La Our Lady of the Angels School è stata una scuola elementare e media cattolica sita a Humboldt Park, Chicago, Stati Uniti. Alcune fonti dicono che la scuola fosse situata ad Austin.
La scuola era gestita dall'arcidiocesi di Chicago e fungeva da scuola parrocchiale della chiesa di Nostra Signora degli Angeli.
La scuola è meglio conosciuta per il fatale incendio della Our Lady of the Angels School, avvenuto il 1 dicembre 1958. L'incendio uccise 92 studenti e 3 suore e portò allo sviluppo delle tecniche di sicurezza antincendio nelle scuole private e pubbliche negli Stati Uniti.;
I resti dell'ala nord, insieme alle parti superstiti dell'edificio scolastico, furono demoliti nel 1959.
Nel 1959-1960, fu costruito un nuovo edificio, progettato dallo studio di architettura "Barry e Kay" di Chicago, secondo gli standard di sicurezza antincendio richiesti. A causa del forte calo del numero di studenti iscritti, l'arcidiocesi di Chicago ha chiuso la scuola una volta che si fossero diplomati gli studenti della classe 1999.